# وارپ رکوردز
وارپ (انگلیسی: Warp) شرکت انتشارات بریتانیایی است، که در سال ۱۹۸۹ تأسیس شد.